# Мирко Поштић
Мирко Поштић (Перна, код Вргинмоста, 22. новембар 1913 — Брезова Глава, код Карловца, 20. март 1942), учесник Народноослободилачке борбе и народни херој Југославије.

## Биографија
Рођен је 22. новембра 1913. године у Перни код Вргинмоста, у сиромашној сељачкој породици. Основну школу завршио је у родном месту. У кући је живело 16 чланова породице, његовог оца Марка и брата му Дмитра. Мирко је учествовао у бризи за породицу, превозећи дрво са Петрове горе на железничку станицу у Војнићу. Отац га је школовао у гимназији у Глини.
Након завршетка мале матуре, уписао је пешадијску подофицирску школу у Београду. После друге године школовања, постао је активни поднаредник. Касније је радио као четни наредник у 29. пешадијском пуку у Требињу, где се повезао са комунистима. Војне власти пратиле су његову активност. Када се сазнало да је планирао да се пребаци у Шпанију, био је осуђен на осамнаест месеци затвора и лишен чина. После служења казне, отпуштен је из војске, након чега се до 1940. године вратио у родно село.
У фебруару 1941. године, био је позван на војну вежбу у 89. пешадијски пук, у Сисак. У априлу је јединица кренула у смеру Поповаче, али је у Славонској Пожеги његов батаљон разоружан. Мирко је избегао заробљавање и након неког времена се вратио у своје село. После тога се с комунистима укључио у рад на припремама оружаног устанка.
Када су усташе извршили покољ Срба у Пољанама код Топуског, 29. јуна 1941, Мирко је на масовном скупу у Перни позвао становништво да се придружи устанку. Наредног дана, предводио је 500 људи, наоружаних рогуљама, секирама и старим пушкама, према усташама који су убијали сељаке, пљачкали и палили околна села. Група је одбила неколико усташких напада, али су након интервенције ацијације усташе провалиле у село и запалиле га. До тада је становништво већ избегло на Петрову гору.
Мирко се после тога налазио на челу десетине у којој су била још петорица његове браће. Десетина је нападала домобране и усташе и узимала им оружје и муницију и вршила препаде над усташама који су тада палили села подно Петрове горе.
У јануару 1942, Мирко Поштић је постао командант Првог батаљона Првог кордунашког партизанског одреда. Марта 1942. године, у великој усташко-домобранској офанзиви на Кордун, Мирков батаљон водио је борбе с непријатељем у близини Карловца. У једној од тих борби, у јуришу на усташки бункер погинуо је и Мирко Поштић, 20. марта, у селу Брезова Глава. Сведочанство о његовој погибији, као и о храбрости и херојству браће Поштића оставио је њихов ратни друг Станко Опачић Ћаница, чија се заоставштина чува у Архиву Српске академије наука и уметности.
Указом Председништва Антифашистичког већа народног ослобођења Југославије (АВНОЈ), 6. децембра 1944. године, међу првим борцима Народноослободилачке војске, проглашен је за народног хероја.